# Iwan Nikanorowitsch Woskressenski
Iwan Nikanorowitsch Woskressenski (russisch Иван Никанорович Воскресенский; * 9. Augustjul. / 21. August 1862greg. im Dorf Dementjewo, Ujesd Tscherepowez; † 1943 im Dorf Kamenka, Rajon Malaja Wischera) war ein russisch-sowjetischer Schiffbauingenieur, Metallurg und Hochschullehrer.

## Leben
Woskressenskis Vater Nikanor Sacharowitsch Boskressenski war russisch-orthodoxer Priester und starb 1901. Woskressenski besuchte 1872–1879 die Tscherepowezer Realschule und studierte dann an der Technischen Schule des Marine-Amts in der Mechanik-Abteilung in Kronstadt. 1880 trat er den Dienst in der Marine an. Nach dem Abschluss des Studiums 1883 wurde Woskressenski Mechaniker auf dem Segel-Schrauben-Klipper Rasboinik. Er nahm an der Überholung des Schiffs teil und fuhr dann auf der Weltumsegelung mit.
Woskressenski studierte weiter an der Nikolai-Marine-Akademie mit Abschluss 1888. Er arbeitete nun in dem von  Peter I. für die Bedürfnisse der Russischen Flotte gegründeten Ischorski-Werk an der Ischora (Nebenfluss der Newa) in Kolpino, in dem Panzerungen hergestellt wurden. 1889 wurde er Oberingenieurmechaniker-Assistent. 1892 wurde er nach England abkommandiert, um Bauverfahren für das geplante Panzerschiff Petropawlowsk und das Torpedoboot Sokol kennenzulernen. 1895 wurde er Chefmechaniker, 1902 Chefassistent und 1908 Chef des Ischorski-Werks. Neben seiner Arbeit hielt er ab 1904 eine Vorlesung über Marine-Technologie in der Schiffbau-Abteilung des St. Petersburger Polytechnischen Instituts. 1910 wurde er zum Generalmajor und 1913 zum Generalleutnant befördert.
In den Jahren vor dem Ersten Weltkrieg baute Woskressenski drei neue Werkstätten für die Stahlschmelze, die Härtung und die Panzerbauteilfertigung auf. Nahtlose Rohre und Verbrennungsmotore wurden gefertigt, und die Produktion wurde erheblich gesteigert. In Kolpino wurden Wohnhäuser für die Familien der Spezialisten des Werks gebaut, und ein neues Krankenhaus und ein Badehaus wurden eröffnet.
Während des Ersten Weltkriegs wurden Wasserbomben, Mörser und Granaten gefertigt. Die Patronenhülsen-Werkstatt erhielt eine neue Abteilung für die Produktion von 600.000 3-Zoll-Hülsen pro Monat. Ab 1915 wurden Granaten in drei Schichten produziert. Für die Produktion wurden erstmals 350 Frauen eingesetzt. Auch Transportfahrzeuge und kleine  Dampfschiffe wurden gepanzert. Mit Beteiligung des Chemikers Alexander Gorbow wurde ein Flammenwerfer mit einer Reichweite von bis zu 25 Schritten und einer Betriebsdauer von bis zu drei Minuten entwickelt. 1915 wurden 30 Flammenwerfer angefertigt. Im August 1917 arbeiteten fast 10.000 Arbeiter und Angestellte in dem Werk, das damit das zweitgrößte Werk des Marine-Amts in Petrograd war. Woskressenski war zum Vorsitzenden des Werkskomitees des Russischen Roten Kreuzes gewählt worden.
Nach der Oktoberrevolution wurde Woskressenski Leiter der Marine-Abteilung des Rats für Rüstungsindustrie des Landes. 1920–1929 lehrte er an der Marine-Akademie und leitete den Vorlesungszyklus über allgemeine Metallurgie. 1928–1930 war er Vertreter des Seeschifffahrtsregisters der UdSSR. Ab 1929 lehrte er am nun Leningrader Polytechnischen Institut.
Seine letzten Lebensjahre verbrachte Woskressenski auf dem Landgut im Dorf Kamenka im Rajon Malaja Wischera, das er 1913 erworben hatte. Das Herrenhaus war nach der Oktoberrevolution nicht verstaatlicht worden, sondern blieb ihm und seiner Familie wegen seiner Verdienste überlassen. Im Deutsch-Sowjetischen Krieg gehörte Malaja Wischera während der Schlacht um Tichwin von Oktober bis Dezember 1941 zum Kampfgebiet. Das Herrenhaus in Kamenka ist jetzt Museum, und der Park gehört zum regionalen Kulturerbe.
Woskressenski war mit Antonina Iwanowna Boskressenskaja verheiratet und hatte zwei Töchter, Olga und Jekaterina.
1988 erhielt ein Containerschiff den Namen Professor Woskressenski.

## Ehrungen
- Kapiolani-Orden des Königs Kalākaua des Königreichs Hawaiʻi (1884)[1]
- Russischer Orden der Heiligen Anna III. Klasse (1888), I. Klasse (1914)
- Sankt-Stanislaus-Orden II. Klasse (1899), I. Klasse (1912)
- Orden des Heiligen Wladimir IV. Klasse (1906), III. Klasse (1910), II. Klasse
- Seeschlacht-bei-Gangut-Medaille (1915)